# Кисловский, Александр Дмитриевич
Александр Дмитриевич Кисловский (23 июня 1887, Рязанская губерния — 23 ноября 1922, Стамбул) - русский морской офицер, капитан-лейтенант Русского императорского флота, капитан 2-го ранга ВСЮР. Участник Первой мировой войны и Гражданской войны в России.
Родился 23 июня 1887 года в Рязанской губернии в семье Лева Львовича Кисловского и Анны Владимировны Кисловской (урождённой Гартонг). Окончил Морской кадетский корпус в 1907 году, мичман (1908). Лейтенант экипажа Черноморского флота (25 марта 1912). Поступил в Штурманский офицерский класс в 1914 году, штурманский офицер 1-го разряда (1916). В Первую Мировую войну в Черноморской Минной и Крейсерской бригадах, с марта 1917 года командовал эскадренным миноносцем  "Звонкий" и новым эскадренным миноносцем "Гневный". Награжден Георгиевским оружием в январе 1917 года.  
В Гражданскую войну в белом Черноморском флоте с 1919 года, в 1919 году командир офицерского отряда «морской охраны Севастополя», летом и осенью командовал эсминцем "Живой". В августе 1919 года эсминец "Живой" под командованием капитана 2-го ранга А. Д. Кисловского участвовал в Одесской операции. Команда эсминца взяла в плен и казнила красного авиатора М. Н. Ефимова.
Зимой и весной 1920 года начальник Каркинитского отряда белого Черноморского флота. В августе 1920 года участвовал в высадке десанта на Кубань, в ходе операции  "Живой" получил повреждения от подрыва на минном заграждении красных у Ахтарского лимана и был отбуксирован в Крым для ремонта.
Участник Крымской эвакуации. В эмиграции в Турции. Умер в Константинополе в Русской Николаевской больнице 23 ноября 1922 года. Похоронен на греческом кладбище в Шишли.